# Leonardo Franco
|  | Per a altres significats, vegeu «Leoni Franco». |

Leonardo Noeren Franco (San Nicolás, Argentina, 29 de maig de 1977) és un exfutbolista i entrenador argentí. Jugava en la posició de porter, va ser internacional amb la Selecció de futbol de l'Argentina, i els clubs amb més transcendència en la seva carrera van ser el Reial Mallorca l'Atlètic de Madrid i el Reial Saragossa; en total va jugar 328 partits a la primera divisió espanyola, en 14 temporades.
Amb la selecció argentina va disputar-hi el mundial de 2006 a Alemanya.

## Carrera com a jugador

### Clubs
| Club                                 | País      | Any         |
| ------------------------------------ | --------- | ----------- |
| CA Independiente                     | Argentina | 1994 - 1997 |
| CA Belgrano                          | Argentina | 1997 - 1999 |
| Club Polideportivo Mérida            | Espanya   | 1999 - 2001 |
| Mallorca B                           | Espanya   | 2001 - 2002 |
| Real Mallorca                        | Espanya   | 2002 - 2004 |
| Atlètic de Madrid                    | Espanya   | 2004 - 2009 |
| Galatasaray SK                       | Turquia   | 2009-2010   |
| Reial Saragossa                      | Espanya   | 2010-2014   |
| Club Atlético San Lorenzo de Almagro | Argentina | 2014-2015   |
| Sociedad Deportiva Huesca            | Espanya   | 2015-2016   |

Font:

## Carrera com a entrenador
En retirar-se com a jugador, va exercir el càrrec de director de Relacions Externes de la Sociedad Deportiva Huesca, club on després del seu ascens a la Primera Divisió, va començar la seva carrera com a entrenador de futbol, en el lloc de Rubi, que havia fitxat pel RCD Espanyol.
L'octubre de 2018 fou destituït pels mals resultats, amb l'equip com a cuer de la primera divisió després que hagués sumat només cinc punts en les vuit primeres jornades de Lliga.

## Palmarès
Campionats estatals
- 1 Copa del Rei (Real Mallorca temporada 2002-2003)

Copes internacionals
- 1 Mundial sub-20 (Selecció argentina sub-20 - 1997).
- 1 Copa Intertoto (Atlètic de Madrid - 2007).